# 楊立偉
楊立偉（1974年1月3日—），是台灣大數據學者，國立台灣大學工商管理學系暨商學研究所助理教授，資訊及通信國家標準技術委員。同時也是意藍科技創辦人、意藍資訊與龍捲風科技董事總經理。

## 生平概略
楊立偉曾先後就讀並畢業於台灣大學資訊管理系，獲取學士、博士學位。
畢業後持續於台灣大學工商管理學系暨商學研究所擔任助理教授。楊立偉的研究領域為資訊檢索、自然語言處理和社交媒體分析，致力於大型全文搜尋引擎的開發，並在1999年與夥伴共同成立意藍科技。並多次獲評為台灣大學校級教學優良教師。代表著作為《社群大數據 : 輿情觀測及分析應用》（Social Big Data : Listening & Analytics）。